# Wasserburg Rückingen
Die Wasserburg Rückingen ist der Rest einer mittelalterlichen Wasserburg in Erlensee-Rückingen im Main-Kinzig-Kreis in Hessen. Sie befindet sich nördlich der Kinzig nahe dem Ortskern von Rückingen, einem Erlenseer Stadtteil. In der Wasserburg befindet sich heute ein Heimatmuseum, das vom Geschichtsverein Erlensee e. V. betreut wird.

## Geschichte
Die Burg wird 1248 erstmals urkundlich als castri Ruggingin erwähnt. Bereits im 10. Jahrhundert hat hier eine Burg gestanden. Die Burg war mainzisches Lehen, zunächst der Herren von Brauneck, ab 1463 der Grafen von Isenburg. Als Afterlehen wurde sie an die nahe verwandten Herren von Rückingen und Herren von Rüdigheim weitergegeben.
Weil der Ganerbe Johann von Rüdigheim sich als Raubritter betätigte, insbesondere Marktschiffe auf Main und Kinzig überfiel, wurde die Burg am 17. Februar 1405 unter König Ruprecht zusammen mit anderen Burgen der Region wie Hüttelngesäß oder Mömbris zerstört und durfte zunächst nicht wieder aufgebaut werden. Johann musste Urfehde schwören und durfte nur noch einen unbefestigten Hof östlich der Burg, den sogenannten „Herrenhof“ errichten, der 1909 abgerissen wurde. Erhalten blieb von diesem nur die Herrenscheune und das sogenannte Schlösschen.
Im Ritterkrieg 1522 wurde die Burg erneut von einer fürstlichen Koalition von Hessen, Pfalz und Trier angegriffen und von Landgraf Philipp von Hessen zerstört, da Philipp von Rüdigheim auf der Seite des Franz von Sickingen stand. 1569 wurde die Burg wieder aufgebaut worauf auch die Jahreszahl eines über dem Tor eingemauerten Wappensteines des Eitel von Rückingen und der Adelheit Roth von Burg-Schwalbach hinweisen.
Im Dreißigjährigen Krieg wurde Rückingen von Kroaten niedergebrannt, was auch die Burg betroffen haben dürfte. 1666 starben die Herren von Rüdigheim aus. Es folgten mehrere Besitzerwechsel, bis die Burg 1756 als erledigtes Lehen wieder an Isenburg fiel. Seit dem 19. Jahrhundert befand sich die Burg in Privatbesitz und wurde etwa seit 1860 als landwirtschaftlicher Betrieb genutzt. In dieser Zeit wurden auch die Gräben verfüllt. Nach dem Erwerb durch die Gemeinde Erlensee eröffnete 1983 in den Räumen das örtliche Heimatmuseum.

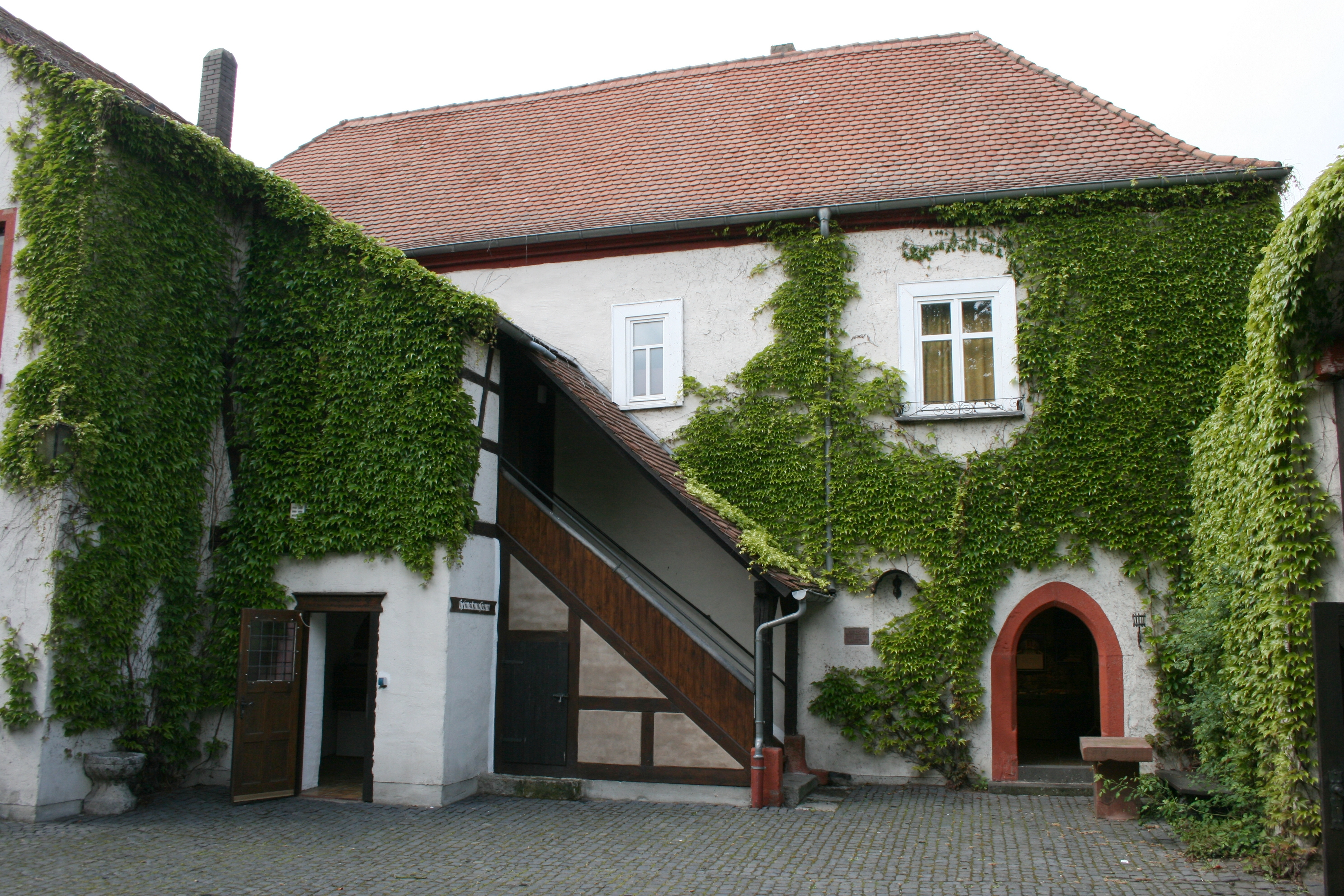
Ansicht des Innenhofs

## Anlage
Die Burg hat eine annähernd rechteckige Form. Erhalten ist im Norden der Anlage das vermutliche Hauptgebäude mit einem Eckrundturm sowie die Ringmauer noch in erheblicher Höhe. Die heute sichtbare Substanz stammt im Wesentlichen aus der ersten Hälfte des 15. Jahrhunderts.  Der südliche Teil der Burg wurde später mit einer Scheune überbaut.
Die Burg war ursprünglich eine Wasserburg. Die ehemaligen Wassergräben waren direkt mit der Kinzig verbunden. Sie sind heute verfüllt und nahmen etwa den Raum ein, der östlich dem heutigen Parkplatz, nördlich der heutigen Straße und westlich dem vor der Burg liegenden Platz entspricht. Eine sichtbare Schlüsselscharte weist noch auf die Existenz des Grabens hin, da sie für das heutige Bodenniveau viel zu niedrig liegt.
Kleinere archäologische Untersuchungen 1988 des Hanauer Geschichtsvereins und 2001 ergaben Hinweise, dass die Burg in einer vorigen Bauphase größer gewesen ist, als der heute noch sichtbare Teil.

## Heimatmuseum
Im Heimatmuseum wird vor allem eine große Sammlung ortsgeschichtlicher Exponate aus Rückingen und Langendiebach gezeigt. Eine Abteilung widmet sich dem nahe gelegenen Kastell Rückingen mit Funden aus der Römerzeit, darunter besonders Keramikfunde.